# Paul Engemann
Paul Robert Engemann (Stati Uniti, 15 ottobre 1957) è un cantante e musicista statunitense, principalmente conosciuto per aver inciso il brano Scarface (Push It to the Limit), colonna sonora dell'omonimo film del 1983.

## Biografia
Con sua sorella Shawn (che avrebbe più tardi sposato Larry King), Paul Engemann realizzò nel 1975 il brano For Your Love, dietro lo pseudonimo di "Christopher Paul".
Dopo aver inciso il brano Scarface (Push It to the Limit), scritto da Giorgio Moroder, nuovamente insieme al compositore italiano ha raggiunto la vetta dei singoli in Germania con Reach Out, che è poi diventata la colonna sonora ufficiale dei Giochi olimpici di Los Angeles 1984. Tra le altre hit sono menzionabili American Dream (con Moroder, 1984), Face to Face (1985), Shannon's Eyes (1985, 1986), Brain Power (colonna sonora del film Summer School – Una vacanza da ripetenti, 1987), To Be Number One (1990), e NeverEnding Story (2000).
Ha inoltre fatto parte dei gruppi musicali Animotion e Device.
Da quando si è ritirato dal mondo della musica, Engemann ha aperto un'attività di design che ha gestito per circa 17 anni assieme alla moglie, l'ex attrice e modella Suzanne Barnes. È uno dei principali distributori della Xocai Corporation.